# D905 (Yonne)
De D905 is een departementale weg in het Franse departement Yonne. De weg bestaat uit twee delen. Het eerste deel loopt van Theil-sur-Vanne via Saint-Florentin naar de grens met Aube. Het tweede deel loopt van de grens met Aube via Tonnerre naar de grens met Côte-d'Or. In Côte-d'Or loopt de weg als D905 verder naar Dijon.

## Geschiedenis
Tot 1978 was de D905 onderdeel van de N5. In dat jaar werd de weg overgedragen aan het departement Yonne, omdat de weg geen belang meer had voor het doorgaande verkeer vanwege de parallelle autosnelweg A6. De weg is toen omgenummerd tot D905.